# Claudine Blanchard-Laville
Pour les articles homonymes, voir Blanchard et Laville.
Claudine Blanchard-Laville, née en 1942 dans le Lot, est professeure émérite de sciences de l'éducation à l’université Paris-Nanterre et membre de l'équipe de recherche Savoir, rapport au savoir et processus de transmission (CREF EA 1589).

## Biographie
Née au sein d’une famille d’enseignants, Claudine Blanchard-Laville a fait ses études secondaires à Cahors, au lycée Clément Marot, puis au lycée Gambetta où elle obtient les baccalauréats de mathématiques et de philosophie en 1959, avant d'entreprendre des études de mathématiques à Toulouse.
Claudine Blanchard-Laville est l’épouse de Pierre Laville, auteur dramatique et metteur en scène.

## Parcours
Elle commence sa carrière d’enseignante à l’université en devenant assistante de mathématiques à la faculté de sciences de Toulouse (1963), puis elle enseigne à la faculté de sciences de Dakar (1964-1966) et de Reims (1966-1968). Elle est nommée à l’université Paris X Nanterre en 1968, d'abord comme assistante, puis comme maître de conférences en mathématiques, ce qui la conduit à enseigner, notamment, les statistiques, à des étudiants de l'UFR de psychologie. Elle complète sa formation par une maîtrise et un DEA de sciences de l'éducation, et assure également des charges de cours dans cette discipline. Elle soutient en 1980 une thèse de doctorat en didactique des mathématiques.

### Didactique
Elle contribue à la définition épistémologique de cette discipline récente, notamment en publiant avec Yves Chevallard et Maria-Luisa Schubauer-Leoni, Regards croisés sur le didactique. Un colloque épistolaire de chercheurs (1996). Elle poursuit cet échange avec les didacticiens, tout en prenant ses distances sur le plan épistémologique, dans deux articles notamment, «Questions à la didactique des mathématiques» (1989), dans la Revue française de pédagogie, et «L’enseignant et la transmission dans l’espace psychique de la classe» (1997), dans la revue Recherches en Didactique des mathématiques.

### Psychanalyse, éducation et formation
Son intérêt pour la psychanalyse, dont elle témoigne dans un entretien en 2009, dans la revue Cliopsy, la pousse à s'orienter progressivement vers les recherches cliniques en sciences de l'éducation. Elle soutient en octobre 1990 à Nanterre une habilitation à diriger des recherches dans cette discipline, intitulée Éléments épistémologiques et méthodologiques à propos de recherches cliniques en Sciences de l'Éducation sur l'enseignement des mathématiques puis elle est recrutée comme professeure des universités en 1991.
En 2005, Claudine Blanchard-Laville contribue à la mise en place du master professionnel de sciences de l'éducation Formation à l'intervention et à l'analyse de pratiques, à Nanterre.
Elle devient professeure émérite de l'université Paris-Nanterre en 2010.

## Savoirs et rapport au savoir: une équipe de recherche et des ouvrages de référence
Lorsque Jacky Beillerot fonde en 1987 l'équipe Savoirs et rapport au savoir, composante à orientation clinique du CREF (Centre de Recherche Éducation et Formation - équipe d'accueil 1589), il propose à Claudine Blanchard-Laville et à Nicole Mosconi de le rejoindre. Leur trio dirige trois ouvrages collectifs qui rassemblent les travaux de l’équipe de recherche nanterroise, centrés sur des approfondissements théorico-cliniques de la notion de rapport au savoir considérée dans sa dimension anthropologique et psychanalytique :
- Savoir et rapport au savoir (1989)[10] ;
- Pour une clinique du rapport au savoir (1996)[11] ;
- Formes et formation du rapport au savoir (2000)[12].

En 2003, l'équipe élargie publie un nouvel ouvrage collectif, Autobiographie de Carl Rogers. Lectures plurielles, auquel Claudine Blanchard-Laville contribue. Cet ouvrage constitue une relecture d'un texte de Carl Rogers, Autobiographie, écrit en 1967.

## Sciences de l’éducation et clinique d’orientation psychanalytique
Les travaux de recherche de Claudine Blanchard-Laville se situent principalement selon trois axes :
- L’étude des pratiques enseignantes. En 2001, elle publie aux PUF Les enseignants entre plaisir et souffrance[15]. Elle mène des recherches sur les enseignants de mathématiques, publiant plusieurs articles avec Pierre Berdot, psychologue et mathématicien à Paris VI (cf. bibliographie). Elle conceptualise le transfert didactique pour définir la façon dont l'enseignant, en situation d'enseignement, se relie doublement, à la fois au savoir qu'il transmet et aux élèves. Claudine Blanchard-Laville théorise la «codisciplinarité» dans laquelle une coconstruction de sens se fait, avec des chercheurs de plusieurs disciplines, à propos d’un même objet d’étude. Elle dirige plusieurs équipes successives de chercheurs, cliniciens, didacticiens des mathématiques et sociologues engagés dans des recherches codisciplinaires autour de l’observation de séquences de classe vidéoscopées. Deux ouvrages collectifs rendent compte de ces recherches : Variations sur une leçon de mathématiques. Analyse d'une séquence : L’écriture des grands nombres (1997) et Une séance de cours ordinaire. Mélanie tiens passe au tableau (2003). Elle publie un article consacré à la notion de codisciplinarité dans la Revue française de pédagogie[16].
- L’analyse des pratiques professionnelles enseignantes. Son ouvrage Au risque d'enseigner (PUF, 2013) réunit dans une perspective théorico-clinique des propositions d'élaboration de la pratique enseignante, à partir du travail qu'elle conduit dans des groupes d'analyse de pratiques pour des enseignants et des formateurs. Encouragés par Jacky Beillerot[17], Claudine Blanchard-Laville et Dominique Fablet ont coordonné huit ouvrages dans la collection Savoir et Formation (L'Harmattan) (cf.bibliographie), ainsi que le no 39 de la revue Recherche et formation, « Analyse de pratiques : approches psychosociologique et clinique ». Claudine Blanchard-Laville développe une théorisation sur l'analyse de pratiques dans le cadre de l'enseignement en sciences de l'éducation, dans l'inspiration des travaux des psychanalystes Michael Balint, Wilfred R. Bion et Salomon Resnik et publie des articles dans des revues scientifiques[18].
- Les recherches cliniques d'orientation psychanalytique en sciences de l'éducation. Elle coordonne en 1999 dans la Revue française de pédagogie un dossier intitulé Approches cliniques d’inspiration psychanalytique en éducation et en formation[19]. En 2005, elle fait le point sur les travaux de recherche cliniques dans le champ de l'éducation et de la formation depuis 1987 dans une note de synthèse de la Revue française de pédagogie publiée avec Philippe Chaussecourte, Françoise Hatchuel et Bernard Pechberty[20]. En 2003, elle participe aux symposiums cliniques coordonnés par Mireille Cifali et des collègues universitaires et cliniciens, dans le cadre des rencontres bisannuelles du réseau francophone international REF, Recherche en éducation et formation[21], et aux publications qui en résultent.

## Les colloques et la revue Cliopsy
L’équipe Savoirs et rapport au savoir du CREF a été partie prenante de l’organisation du premier colloque Cliopsy (Clinique d'orientation psychanalytique en sciences de l'éducation), à Nanterre, en 2003. Ce congrès visait à établir des liens entre les enseignants-chercheurs cliniciens de différentes universités françaises et étrangères. Un deuxième colloque, Cliopsy 2 (Université Paris V, 2006) s’est attaché à définir les thématiques et les enjeux épistémologiques des recherches cliniques d'orientation psychanalytique. Cliopsy 3 (université Paris-Nanterre, 2009) a débattu de questions liées à l’analyse des pratiques professionnelles. Cliopsy 4 (université Paris 8-Saint-Denis, 2013) s'intitulait De la psychanalyse en sciences de l’éducation : ruptures et continuités dans la transmission. Les organisateurs des colloques Cliopsy sont à l'initiative de la publication de la revue Cliopsy, dont Claudine Blanchard-Laville est directrice de publication. En 2017, le congrès Cliopsy 5 s’est tenu à l’université Paris Descartes.

## L'observation des pratiques éducatives et enseignantes: d'OPEN à OPÉEN & Reform
Le CREF (Université Paris-Nanterre) est, avec le CREN (Université de Nantes) et le CREFI (Université de Toulouse Jean Jaurès), l'une des trois équipes fondatrices de l'Observatoire des pratiques enseignantes (OPEN). Il s'agissait de rassembler des équipes de recherche qui étudiaient les pratiques enseignantes, en privilégiant l'observation de ces pratiques selon une approche pluridisciplinaire : didactique des sciences, sociologie, clinique d'orientation psychanalytique... Le réseau OPÉEN & Reform,  Observation des pratiques éducatives et enseignantes, de la recherche à la formation, mis en place en janvier 2012, en fut le prolongement.
Marguerite Altet, Claudine Blanchard-Laville et Marc Bru ont cosigné un article intitulé « À la recherche des processus caractéristiques des pratiques enseignantes dans leurs rapports aux apprentissages » dans la Revue française de pédagogie (no 148, p. 75-87) en 2004 et dirigé l'ouvrage collectif Observer les pratiques enseignantes, aux éditions L'Harmattan en 2012.

## Publications et édition
Claudine Blanchard-Laville a pris la direction avec Nicole Mosconi et Patrick Geffard de la collection Savoir et Formation aux éditions L’Harmattan.
Elle préside l’association Cliopsy.